# Anatolij Medennikov
Anatolij Sergejevič Medennikov (rusky Анатолий Сергеевич Меденников; * 16. března 1958 Sverdlovsk, Ruská SFSR) je bývalý sovětský rychlobruslař.
V roce 1978 se zúčastnil juniorského světového šampionátu, od roku 1979 startoval na seniorských mistrovstvích světa ve sprintu. Zúčastnil se Zimních olympijských her 1980 (500 m – 7. místo, 1000 m – 15. místo). Největšího úspěchu dosáhl na sprinterském MS 1981, kde vybojoval bronzovou medaili. Poslední závody absolvoval v roce 1985.